# Saut à la perche féminin aux championnats du monde d'athlétisme en salle 2012
Navigation
2010 2014
L'épreuve de saut à la perche féminin des Championnats du monde d'athlétisme en salle de 2012 a lieu le 11 mars dans l'Ataköy Athletics Arena d'Istanbul (Turquie), remportée par la double tenante du titre outdoor de 2005 et 2007 Yelena Isinbayeva (photo). Une Française et une Britannique s'invitent à ses côtés sur le podium comme médaillées d'argent et de bronze.

## Records et performances
Avant ces championnats de 2012, records et bilans mondiaux de saut à la perche féminin (mondial, des championnats et par continent) sont respectivement les suivants.

### Records
| Record du monde           | Yelena Isinbayeva | Russie         | 5,01 m | Stockholm  | 23 février 2012 |
| Record des championnats   | Yelena Isinbayeva | Russie         | 4,86 m | Budapest   | 6 mars 2004     |
| Record d'Afrique          | Elmarie Gerryts   | Afrique du Sud | 4,41 m | Birmingham | 20 février 2000 |
| Record d'Asie             | Li Ling           | Chine          | 4,51 m | Hangzhou   | 19 février 2012 |
| Record d'Amérique du Nord | Jenn Suhr         | États-Unis     | 4,88 m | Boston     | 4 février 2012  |
| Record d'Amérique du Sud  | Fabiana Murer     | Brésil         | 4,88 m | Birmingham | 20 février 2010 |
| Record d'Europe           | Yelena Isinbayeva | Russie         | 5,01 m | Stockholm  | 23 février 2012 |
| Record d'Océanie          | Kym Howe          | Australie      | 4,72 m | Donetsk    | 10 février 2007 |

### Bilans mondiaux
| 1  | Elena Isinbaeva   | Russie      | 5,01 m |
| 2  | Jennifer Suhr     | États-Unis  | 4,88 m |
| 3  | Holly Bleasdale   | Royaume-Uni | 4,87 m |
| 4  | Silke Spiegelburg | Allemagne   | 4,77 m |
| 5  | Yarisley Silva    | Cuba        | 4,72 m |
| 6  | Anna Rogowska     | Pologne     | 4,71 m |
| 7  | Jiřina Ptáčníková | Tchéquie    | 4,70 m |
| 8  | Mary Saxer        | États-Unis  | 4,62 m |
| 8  | Lacy Janson       | États-Unis  | 4,62 m |
| 10 | Hanna Shelekh     | Ukraine     | 4,60 m |
| 10 | Kelsie Hendry     | Canada      | 4,60 m |

## Résultats

### Finale
| Rang               | Athlète              | Pays        | 4,30m | 4,45m | 4,55m | 4,65m | 4,70m | 4,75m | 4,80m | 5,02m | Résultat | Notes |
| ------------------ | -------------------- | ----------- | ----- | ----- | ----- | ----- | ----- | ----- | ----- | ----- | -------- | ----- |
| Médaille d'or      | Yelena Isinbayeva    | Russie      | —     | —     | —     | —     | o     | —     | o     | xxx   | 4,80 m   |       |
| Médaille d'argent  | Vanessa Boslak       | France      | o     | o     | o     | o     | o     | xxx   |       |       | 4,70 m   | NR    |
| Médaille de bronze | Holly Bleasdale      | Royaume-Uni | —     | xo    | —     | o     | xo    | xxx   |       |       | 4,70 m   |       |
| 4                  | Silke Spiegelburg    | Allemagne   | —     | o     | xo    | o     | xxx   |       |       |       | 4,65 m   |       |
| 5                  | Lacy Janson          | États-Unis  | xo    | o     | o     | xxo   | xxx   |       |       |       | 4,65 m   | SB    |
| 6                  | Jiřina Ptáčníková    | Tchéquie    | o     | o     | o     | xx-   | x     |       |       |       | 4,55 m   |       |
| 7                  | Yarisley Silva       | Cuba        | —     | xo    | o     | xxx   |       |       |       |       | 4,55 m   |       |
| 8                  | Nicole Büchler       | Suisse      | o     | o     | xo    | xxx   |       |       |       |       | 4,55 m   | NR    |
| 9                  | Alana Boyd           | Australie   | o     | xxo   | xo    | xxx   |       |       |       |       | 4,55 m   |       |
| 10                 | Anastasiya Savchenko | Russie      | o     | o     | xxx   |       |       |       |       |       | 4,45 m   |       |
| 11                 | Jillian Schwartz     | Israël      | o     | xxo   | xxx   |       |       |       |       |       | 4,45 m   |       |
| 12                 | Kristina Gadschiew   | Allemagne   | o     | xxx   |       |       |       |       |       |       | 4,30 m   |       |
| 12                 | Hanna Shelekh        | Ukraine     | o     | x     |       |       |       |       |       |       | 4,30 m   |       |
| 14                 | Mary Saxer           | États-Unis  | xxo   | xxx   |       |       |       |       |       |       | 4,30 m   |       |
| —                  | Katie Byres          | Royaume-Uni | xxx   |       |       |       |       |       |       |       | NM       |       |
| —                  | Caroline Bonde Holm  | Danemark    | xxx   |       |       |       |       |       |       |       | NM       |       |

## Légende
- m : mètres
- NM : not measured (non mesuré)[réf. souhaitée]

Records et Performances
- AR : Record continental (area record)
- CR : Record des championnats (championship record)
- MR : Record du meeting (meet record)
- NR : Record national (national record)
- OR : Record olympique (olympic record)
- PR : Record paralympique (paralympic record)
- PB : Record personnel (personal best)
- SB : Meilleure performance personnelle de la saison (season's best)
- WL : Meilleure performance mondiale de l'année (world leader)
- WJR : Record du monde junior (world junior record)
- WR : Record du monde (world record)

Circonstances et Conditions
- DNF : N'a pas terminé (did not finish)
- DNS : N'a pas pris le départ (did not start)
- DQ : Disqualification (disqualification)
- NM : Aucun essai valable enregistré (No Mark)
- Q : Qualifié « directement » au prochain tour (ou à la prochaine compétition), lors d'une compétition majeure, grâce au classement ou à la réalisation des minima (automatic qualifier)
- q : Qualifié au prochain tour (ou à la prochaine compétition), lors d'une compétition majeure, grâce au repêchage ou à la réalisation de l'une des meilleures performances parmi celles des « non qualifiés directement » (grâce au meilleur temps ou à la meilleure distance par exemple) (secondary qualifier)